# 聖☆おにいさん
『聖☆おにいさん』（セイントおにいさん） は、中村光による宗教を題材とした日本の漫画作品。『月刊モーニングtwo』（講談社）にて2006年1号より連載中。宝島社「このマンガがすごい! 2009」オトコ編1位作品。2009年、手塚治虫文化賞短編賞受賞。2019年5月時点で累計発行部数は1600万部を突破している。
タイトルのモチーフは電気グルーヴ×スチャダラパーの曲「聖☆おじさん」。
2013年に劇場アニメが公開され、2018年に実写ドラマ版が放送された。2024年にはドラマ版の続編となる実写映画版が公開された。

## あらすじ
世紀末を無事に乗り越えたブッダとイエスが有休を取得して下界でのバカンスを満喫しようと、日本の東京都立川の安アパート「松田ハイツ」の一室に居を構え、「聖」（せい）という名字でルームシェアして暮らすという設定で描かれる日常コメディ。立川は、作者・中村光の姉が学生時代を過ごした場所であり、中村本人は何度か遊びに訪れた程度であまり土地勘はない。なお、ブッダとイエスの給料は日本円に換算すると合わせて26万円で、かなりの節約生活を強いられている。
当初はブッダとイエスのみによる会話劇や、立川でできた一般人の知り合いと聖人の常識ギャップによるコメディが主に描かれていたが、途中から天界や魔界の関係者が頻繁に松田ハイツを訪れるようになり、仏教やキリスト教に限定しない様々な宗教的エピソードを基にしたコメディが繰り広げられるようになった。

## 世界観
本作ではキリスト教と仏教をはじめ、オリンポス神や神道、ヒンドゥー教などの民族宗教、地域信仰をふくむ様々な神々や登場人物が登場しており、古典宗教や神話がすべて実在していたという世界観であることがうかがえる。ただし、世界三大宗教の一角を占めるイスラム教は言及すらされていない。
作中では、「ヨハネによる福音書」や「ユダの福音書」を使徒ヨハネおよび使徒イスカリオテのユダそれぞれの真筆として扱っている。なお、後者は後世の別人の作であることが確実視されており、前者も高等批評の立場からはヨハネの名を騙ったに過ぎないもの、と断定されている。

## 登場人物

### 主要人物
ブッダ
声 - 星野源 / 演 - 染谷将太
本作の主人公で目覚めた人。世紀末を乗り越えたことから、しばらく有休をとってバカンスとして人間界に降り、イエスと共同生活を送る。
螺髪、額の白毫、長い耳たぶが特徴の青年。螺髪及び白毫は神通力で毛を1本ずつ丸めた物で、元に戻すと周囲が暗闇に包まれるほどの相当な長さになる。耳たぶは丸めて耳に詰めることで耳栓になる他、夏は冷たい手触り。小学生（天敵と言われている）や酔っ払いから白毫を「ボタン」として押されたり、イエスに耳たぶで涼を取られたりと、何かと身体的特徴をネタにされる。これらは天部衆による身体改造の結果で、彼自身は「16本に増やされた親知らず」だけは消化の助けになると喜んでいる。
下界の生活では家事全般を担当。菜食主義者 のため肉料理は基本的に作らない。修行時代の苦行経験から倹約家となり、特売セールや広告などには敏感で数百円使うのにも厳格。天界から振り込まれる給料が「2人合わせて26万円」ということもあって無駄遣いしやすいイエスをたしなめることが多い。家電製品が大好きで、節約して貯めたお金で最新型の炊飯器を買い求めたり、誕生日にイエスから石釜スチームオーブンを贈られた時はすごく喜んでいた。
普段は大人しく温厚。徳のある言葉を言ったり、逆に怒っても頭が発光する（後光）。4度怒らせるととても危険なことになるらしい（「仏の顔も三度まで」）。喜びなどの感情が高まると奇跡を起こし、触れたものを凛々しいデザインに変えたり、芽が出たばかりの植物を花が咲くほど成長させたりする。六神通を始め様々な神通力に通じ、座禅を組んで浮遊したり、アンテナ無しでデジタル放送をテレビに映すことが出来る。
シルクスクリーンを趣味にしており、2人が普段着るプリントTシャツは、三割が彼のお手製である。このことはイエスには秘密にして「どのTシャツを一番気に入っているか」を「Tシャツ聖戦（バトル）」と呼び、チェックしている。どんなことも苦行にするところがあり、イエスに注意される（「苦行スイッチ」）他、他人にやたらと出家を勧める癖がある。悟りを開き解脱すれば幸せなのは当然だが、自身が修行のために現世の幸せ（家族）を放棄したことは気にしており、松田さんや静子さんの言葉にグサリと来ることも多い。
元々運動（乗馬など）が趣味だったこともあり、「ガンジス河のランブルフィッシュ」の異名をとるほど泳ぎが上手く関節も柔らかい。本人は痩せていたいらしいが、天部は「ブッダははんぺん系（太っている）がいい」と考えているらしく、毎回ダイエットしたい彼自身とあの手この手で栄養補給（食べないなら毛穴から直接流し込む）をさせる天部という熾烈な争いが繰り広げられている。究極の三日坊主で大抵のことは三日もやれば極めてしまい、特に自身の肉体改造はお手の物。
漫画喫茶で手塚治虫が描いた自分の人生の物語（『ブッダ』）を読んで感動し、手塚ファンとなって全巻を買い揃えた。砂絵で漫画を描いたことがあるなど元々絵には関心があり、イエスに貰った漫画家入門セットを機に本格的に漫画を描き始めた。著作の「悟れ！アナンダ！」は天界で単行本化を果たしており、この作品のギャラを生活の足しにしている。
写真を撮ったり撮られたりするのが苦手で、成仏したいと近づいてくる幽霊が写ってしまうので、それを避けるために変なアングルになったり、顔を撮ろうとすると、緊張して変顔になってしまう。
生まれながら動植物に好かれる。油断すると動物達に囲まれたり、窮状を助けようと動物がどこからともなく現れ、特に病気で体力が低いときなどは自ら食材になろうとさえする。そのため、一度で良いから動物達から嫌われたいと思っている。また、動物だけなく植物からも好かれていて、イエスが観葉植物を買ってきた時には畳のイグサや寺院の菩提樹などを巻き込んだ大騒動を引き起こしている。座禅を組んでいるとお年寄りなどから供え物をされることもある。また、本人が操作するゲームキャラにも周囲のプレイヤーからアイテムをプレゼント（お供え）されている。
イエス
声 - 森山未來 / 演 - 松山ケンイチ
本作のもう1人の主人公で神の子。世紀末を乗り越えたことから、しばらく有休をとってバカンスとして人間界に降り、ブッダと2人暮らし中。
普段はブッダの事は「ブッダ」と呼んでいるが、一度だけ、「シッダールタ」と本名で呼んでいた（イエス本人は、「思わず本名で呼んじゃったよ」と言っていた）。
ロン毛、髭面で、頭に茨の冠を着けた青年。ジョニー・デップに似ていると言われることがあり、本人も意識している。茨の冠にはGPSとブザーが内蔵されており、ブザーを鳴らすと5秒で天使が飛んでくる。濡れると茨に葉が生い茂る（シャンプーハット）。
ブッダとは対照的にやや子供っぽくてノリが良く、何事も形から入るタイプ。天然ボケなところもある。小学生からその道の人（勘違いされた結果ではあるが）まで様々な人と打ち解けている。基本はブッダを引っ張り回す役で、浪費家ゆえにしばしばブッダを怒らせる。
額の聖痕は極度のストレスや恐怖を感じると出血し、その際には迫害を危惧した天界の住人（天使）が迎えに来ることもある。ジャンプしたり高い所に上がった場合にも（天に帰りたがっていると勘違いした）天使が来ることがある。
嬉しいことがあったりお笑いでツボに入ったネタがあると奇跡を起こし、石や食器をパンに、水を葡萄酒に変えたり、病人を治療したりすることができる。逆に世界の貧困や戦争など悲しいことを考えると、パンが器や石になる（逆奇跡）。彼の血には万病を治療・予防する加護があり、彼の血に触れた器物は片っ端から聖遺物になり、その使用者も芝居がかった（ブッダ曰く「完全にイエスの」）キャラになる。彼の血を吸った蚊は「意識の高い蚊」となり、かゆみ成分を分泌しなくなるため刺されると痛い。彼が近づくだけで病人はほぼ勝手に治ってしまうため、まともな看病をしたことが無い（ただしブッダの風邪は治らなかった。本人曰く「聖人相手だと難しい」とのこと）。温泉をぶどう味のジュースに変える奇蹟を起こし「私の血はぶどう味なら何でも良いのか」と悩んだことがある。
ブッダが師弟関係に厳格であるのと対照的に弟子に対してもかなりフランク。笑いの沸点がかなり低く、自分をネタにした弟子のジョークにすら大ウケし、自分を売ったユダとも良好な関係。あまりの無警戒さにむしろブッダや天界の住人に心配されるほど（復活前にラファエルのカウンセリングを3日間受けるなど、弟子の不信行為自体には傷ついている）。
普段は部屋でゴロゴロしていることが多く、かなりの暇人。乗り物に弱く、すぐ酔う。水嫌いで、苦手なあまり洗礼の手法を変えてもらったり、波を起こす海に怒って波を止めさせてしまったり、やむを得ない時には水上を歩くなど、自然現象に対してはかなり強気。「ベツレヘムの流れ星」を自称しているが、スポーツは得意ではなく、ブッダと一緒にランニングした際、すぐに息切れを起こしている。だが、唯一得意なスポーツとして卓球を挙げ、極楽サイドの伝統スポーツ「ショムジョ」においては、ブッダと組んで名を馳せたプレーヤーでもある。ボウリングに関しても超越した力を持っているが、彼自身はスポーツと思っておらず、ボウリングの起源である悪魔祓いの儀式として行っている。このように、自分の好きなことや得意なことには素早い動きを見せ、ブッダからは「こんな時だけはベツレヘムの流れ星なんだから」と思われている。
パソコンやネットを嗜む。最新型のパソコン等には敏感で秋葉原を聖地と思っている。弟子と共にオンラインゲームに興じたり、「いえっさのドラマンダラ」というテレビドラマ感想ブログでランキング1位を取るほどの有力ブロガーとなっている。ハンドルネームは統一して「いえっさ」。
コスプレも好む。特に新選組のコスプレが好みで新選組参謀・伊東甲子太郎のファンらしい。
お笑い好きでネタ帳を作っており、ひょんなことからブッダとお笑いコンビ「パンチとロン毛」を結成。ゆくゆくはM-1グランプリ優勝を目標としているが出来は微妙で、ネタの見解の相違からブッダを怒らせかけることも。
「シュワッキマッセーリ」をロシア語か何かの歌だと勘違いしていた（後にカラオケで賛美歌として歌っている）。聖書に蛇がアダムに知恵の実（リンゴ）を食べるよう唆した描写があるため、蛇が全体的に苦手。そのためムチリンダや弁才天の蛇も敬遠しているが、ブッダが風邪をひいて発熱した際は普通に「ヘビ呼ぶ？」とも言っている。リンゴやリンゴの入った食べ物を食べたりリンゴのマークのOA機器に触れると、リンゴが体外に出されるか手放すまで、宗教の開祖らしい性格（ブッダ曰く「絡み辛い」）に豹変する。他にも磔刑にされた経験から、スプラッタなども苦手。
彼の所有物を本人に内緒で所持・使用すると、地獄の最下層「コキュートス」への道が開く。一度経験したブッダは恐怖の余り「無」になった。

### 天界の住人

#### ブッダの関係者
ヤショーダラー
ブッダの妻でラーフラの母。出家した身だが、毎年バレンタインデーには夫にチョコを贈っている。ポッチャリ体型を気にするブッダから必死で断られているが、天人を使ってかなり強引にチョコを渡した。
作品内でのホワイトデーには、ブッダからお返しとして愛別離苦と書かれたティラミスとダイエット成功の記録を贈られた。
スッドーダナ
ブッダの父でカピラ王国の王。米どころ出身のためブッダが頼めばお米を送ってくれるが、その代わり天界への帰省を催促してくる。また、「お米大好き」というハンドルネームでおにぎりブログをやっているブロガーでもある。
十一面観音が主催したブロガーのオフ会に参加したイエスを心配したブッダが、変装してオフ会に参加した際に遭遇しているが、相手が自分の息子である事に気づかず、同じお米好きな同士と思い込み、交流したいと連絡を取りたがっている。
マーヤー
ブッダの母。脇からブッダを出産したため、今でも脇汗パッドが落ちる度に何かが生まれたと勘違いする。
ブッダが生まれてから7日後に死亡したため、子育ての経験がないことがコンプレックスになっている。ブッダが神通力を得た後、一度天界で再会するものの、悟りを開けるまで3か月間みっちりと説法を受けた。
セレブ(王族階級)出身でお姫様育ちであるためお金使いが大胆で、ブッダの天界への帰省を促すために帰省用の宮殿を買ったことがある。
EXILE、三代目J Soul Brothers、GENERATIONSのファンで、度々下界にライブを見るために降りてくることもある。イエスの母マリアからは一方的に苦手意識を持たれていたが、同じ母親であることで、意気投合し仲良くなっている。

#### 仏・菩薩
十一面観音（じゅういちめんかんのん）
演 - 仲野太賀
頭部に11の顔を持つ菩薩。本体の髪の毛に小さな面が10個ついており、下界に降臨する際はニット帽で隠している。ブッダ曰く「天界一のレビュアー」で、「あー麺」というハンドルネームでレビュー系ブロガーとして活動しており、下界では有名になっている。11面の顔達によるレビューは、ブッダが映画やドラマ等のDVDを観る際の参考にしている。イエスにも尊敬されている。
面には、王道好きから雰囲気重視の面、ラブ要素が無いとムリな面、何を見ても『エヴァのパクリ』としか言わない面などがある（ブッダ談）。実は本体は割りと無口でシャイらしく、ブッダと会っても会釈しかしない。
最近はネットラジオを始め、イエスも熱心なリスナーになっている。後にブロガーたちによるオフ会を主催するが、リンゴと酒を摂取してルー大柴っぽくなったイエスに絡まれ不快感を示し、「要注意人物」としてマークしている（イエス＝「いえっさ」だとは気付いていなかった）。その後松田ハイツを訪れるが、イエスは感動しすぎて心臓を捧げようとしたり、茨がフラワースタンドと化したりした。
薬師如来（やくしにょらい）
天界のカリスマ薬剤師。常に左手に携えている薬壷をいつかブッダに渡そうとしていたが、あるきっかけで達成する。中身は「NIVEA」のハンドクリーム。
地蔵菩薩（じぞうぼさつ）
立川競輪場に設置されているお地蔵さん。アナンダが女の子達に追いかけられ、競輪場まで逃げていた際に出会う。
アナンダが悩んだ時、適切なアドバイスをしてくれるため、アナンダは時折ここを訪れ悩みを打ち明けている。
本来の仕事は、親より先に死んでしまい成仏できない子供達を三途の川のほとりから極楽浄土へ連れていくことであり、地獄の鬼達にも常駐してほしいといわれるほど。
56億7000万年後の休暇を楽しみにしている。
千手観音（せんじゅかんのん）
アナンダと地蔵菩薩の会話の中に登場。天界最強のワーカホリックで、衆生をもれなく救うその姿勢はブッダも憧れている。

#### 天部（てんぶ）
仏法の守護者として仏教に取り入れられたヒンドゥー教等の神々。ブッダやその弟子たちのプロデュースをしているが、人間から見るとかなり奇異なセンスを発揮することが多い。また、基本的に押しが強く、アナンダが一度家出する原因をも作っている。
梵天（ぼんてん）
演 - 賀来賢人
宇宙の原理が人の姿になった存在。ブッダが悟りを開いた時、人々へ教えを広めるよう説得した。人間界にはガチョウに乗ってやってくる。
太眉どんぐり眼の濃い顔にがっしりとした体格の男性で、強引な性格。ブッダの漫画家デビューやアナンダとヨハネのユニット結成を目論む等、根っからのプロデューサー気質。下界では常にスーツ姿で、天界のフリーペーパー「R2000」にブッダの漫画を連載させた。長い腕や舌等、プロデュース対象に人間の規格を逸脱した特徴を付けたがる。
当初ブッダを「シッダールタ」と本名で呼んでいたが、漫画家育成に目覚めて以降は「シッダールタ先生」と呼ぶ。プロデュースに関しては手段を選ばず、イエスからは「犯罪スレスレ」と評される。
『ブッダ』に登場するブラフマンと同一の存在であるが、イエスはその事を知らないため、ブラフマンに会ってみたいとブッダにお願いしたところ、ブッダから梵天と同一の存在である事を教えられショックを受けている。
帝釈天（たいしゃくてん）
演 - 勝地涼
雷を司る軍神。釣り目で細面な青年の姿をしている。梵天同様プロデューサー気質で少しいい加減。彼も下界ではスーツ姿だが、甲冑と称してアルマーニを経費で落とすなど、かなり攻めている（梵天はコナカ）。アナンダとヨハネのユニット結成を目論んだ。梵天同様、プロデュース対象に人間の規格を逸脱した特徴を付けたがる。
弁才天（べんざいてん）
演 - 白石麻衣
音楽や芸術を司る女神。全裸で琵琶も弾くロックな女性で、天界でロックバンドを結成し、ベースギターを弾いている（ミュージックマン・スティングレイ）。天部らしく押しが強い。七福神の1柱でもある。
彼女が下界から「スカウト」してきたミュージシャン達が若くして亡くなった天才ばかりであったため、ブッダから疑いをかけられている。
天界では常に大蛇を連れているため、蛇が苦手なイエスは話したことがなかった。
後に「悟れ!! アナンダ!!」単行本の装丁を担当し、打ち合わせのために松田ハイツを訪れ、その後、節分の日にブッダが言った「福は内」の掛け声を招待されたと勘違いし、他の七福神とともに松田ハイツを訪れている。
恵方巻のことは全く知らず、ブッダが由来と食べ方を実演した際、他の七福神たちと一緒に戸惑っている。
阿修羅
修羅界の王にして天部衆一のアイドル。下界ではその表情が愁いを秘めているという理由から人気が高いが、天界では本人はいたって健康。しかし、具合が悪いので顔色が良くないと思われていて、皆から心配されている。他の天部からはブッダのアシスタントにされそうになったり（マンガ学校にも通っている）、灌仏会のリニューアルに引きだされそうになったりしている。
ブッダと文通をしており、自作のイラスト入り便箋を送ってくる。

#### 十大弟子
ブッダの弟子の中で特に重要な役目を果たした人達。全員生真面目で、ブッダからの携帯着信や、松田ハイツへの来訪時など、何かにつけて五体投地するためブッダからよく制止されている。心を無にすることでブッダ同様空中浮遊ができるが、無言になったり、会話が疎かになったりする。沖縄旅行の際は10人全員で同行した。漢字表記の自身の名前が入ったジャージ姿で下界を訪れることが多い。
ブッダ曰く、基本的に全員ボケ殺しらしく、天部のプロデュースで螺髪になったブッダの容姿もスルーしていた。
ブッダ自身やアナンダ、ラーフラなど、釈迦族の王家出身者は筋金入りの金持ちであるため、豪華な環境だと「実家と勘違いして」しまう。少なくともブッダにとっては至れり尽くせりの宮殿時代は黒歴史らしい。ブッダの代役を務めた際、皆同じ台詞を言っている。
アナンダ
天界の経理を務める青年。ブッダの4コマ漫画「悟れ!! アナンダ!!」の主人公のモデル。
純粋で明るく几帳面で、イエスのネタフリを素でスルーする。ブッダへの崇敬の念が高過ぎ、ブッダもしばしば扱いに困る。弟子の中で最後に悟ったため下っ端根性が抜けず、自分の都合を後回しにしてでも仕事に熱心になりすぎる一面がある。天界の経理の仕事をほぼ全て引き受けているため、過労から家出したこともある。
目が合っただけで女性を虜にする程の美形で、女性の弟子はほぼ彼がスカウトしたとのこと。だが大抵の女性は、彼のブッダへの過剰な献身ぶりにドン引きするらしい。本人は自分の顔を婦女子を惑わせる呪われた顔だと思っている。そのため、「モテない顔」＝「祝福された顔」という謎の方程式が彼の中で出来上がっている。その美しさから下界に下りる度に女の子達から追いかけられたり、剃髪しているにもかかわらず美容院のカットモデル依頼が殺到して遅刻したりしている。
お盆に使ったナスやキュウリまで経費で落とす手腕を持つ。ただし締めるところは締め、梵天が「大家さんの接待費」と称してWiiの購入費を経費で落とそうとした際は要求を撥ねつけた。
ブッダのニルヴァーナが未だにトラウマで、ブッダの側臥位に激しく動揺する。そのショックはブッダの死後、ほぼ一夜漬けで悟ってしまったほど。
イエスの弟子のヨハネとは末弟子同士で仲が良いが、最後に空中爆発で逝ったことに関しては「ドラゴンボールみたい」とうらやましがられた。また、ヨハネの仕事とプライベートをしっかり分ける姿にショックを受けている。
ラーフラ
ブッダの実子。かなり謙虚だが、行き過ぎて卑屈ともとられかねない性格をしている。生まれる前に母の胎内で6年間粘ったのは「主役は遅れて登場するもの」という自惚れがあったから、と自分を卑下している。暗くて狭い場所が好きで、目上の人の家に宿泊する時は主人に遠慮してトイレで寝る癖がある。イエスはブッダに教えてもらうまで、彼の名前の意味を「トイレ大好き」だと思っていた。トイレ修行には並ならぬこだわりを持っており、素人が下手に手を出すとしつこく絡んでくる。
下界を訪れた際は、喫茶店のトイレのあまりの快適空間ぶりに「居場所を失った」と絶望に駆られていたが、ブッダとイエスの部屋のトイレを見て持ち直した。
モッガラーナ
小柄で頭頂が尖っているのが特徴。作中では、餓鬼道に堕ちた母親を救出できた際の、彼の狂喜乱舞を制止する周囲の動きが盆踊りの起源となっている。ブッダは盆踊り大会でモッガラーナ自身の踊りを真似てしまい、回りの人達からかなり敬遠された。
天耳通の神通力に優れ、遠くからでもブッダの説法を聞くことが出来たが、周囲からは一人でニヤニヤしているようにしか見えないため不審がられていた。前述のように仏弟子の中でもかなり特徴的な外見をしており、弟子達の集合写真をPCが顔認識した際、全員をアナンダと誤認識するも彼だけは「アナンダですか？」の表示がない。
サーリプッタ
糸目の青年。アナンダやラーフラと共に年始の挨拶にアパートを訪れる。
生前はブッダから他の弟子と共に教団の運営を任せられ、イエスからも「しっかり者」と言われる頼りがいのある人物。
ブッダの回想など、登場回数は地味に多く、天部の指示でブッダを乗せるために自動車の免許を取得するが、運転で左側へ寄ることができずに、中道を走ろうとしたため、免許取得まで1年かけている。アニメ版の『頭文字D』を見ることによって克服した（本人曰く「ブッダの教えに従った成果」）が、その影響でスピード狂になってしまっている。ブッダとイエスの『おかかえドライバー』を自負するに至り黒スーツに指貫グローブという姿で二人の送迎に現れるが、天部の車が霊柩車（仏様が乗る車）であることも相まって二人からは地獄からの使者と恐れられている。
マハーカッサパ
生前にブッダから彼の衣服をもらったことを大変喜び、死ぬまで着続けた。アナンダによれば現在に至るまで一度も新調していないらしい。

#### その他の弟子
アングリマーラ
「人間の指を100本集めれば悟れる」と騙され人々を殺害して99本の指を集めていた青年。100本目を奪うべく襲撃したブッダに諭され弟子になった。ブッダ曰く、「暗い過去を背負った美形と言うFFの主人公の様な子」。

#### ブッダの関係者・その他
スジャータ
ブッダが断食明けで即座に完食した乳粥を「彼の好物」と勘違いし、乳粥のレトルトをお中元として贈り続けている。実の所、ブッダは乳粥の匂いが苦手で食べていないのだが、彼女の厚意を慮って今も断れずにいる。
ムチリンダ
ブッダの修行中、自身の体を巻き付けて風雨から守ったとされる蛇神。
巨大なコブラであるため、下界に現れると「機動隊を呼ばれる」とブッダは懸念していた。雨が降った際、アパートのベランダに干してあったブッダが刷ったばかりのシルクスクリーンTシャツを守り、彼を感動させた。台風などでブッダを雨から守り切れそうにない時は脱皮して進化し、その姿はポケットモンスターに登場するキャラに似ている。乾くと元に戻る。蛇が苦手なイエスには恐れられているが、脱皮して進化した状態のムチリンダは近くにいた小学生達と同じようにかっこいいと思っており、嬉しさのあまり興奮した表情をしていた。
カンタカ
ブッダが出家の際乗っていた白馬。ブッダの手助けをしたとして、天に迎えられ神馬となった。
ブッダが自転車を買った時には、わざわざ買い物カゴと7速切り替えスイッチを取り付けてブッダの前に現れた。その後も、ブッダが自転車に名前を付けようとした時に蹄の音を鳴らして自己アピールするなど、自転車に対してライバル心を見せ、サーリプッタが自動車を手に入れブッダを乗せてからは、自己アピールしながら併走するなど、自転車だけでなく自動車にもライバル心を見せている。海水浴の際はイルカに化身して現れた。
マーラ
演 - 窪田正孝
煩悩の化身である魔神。作中ではナーガを模して下半身が蛇になった男性となっており、ツンデレ。
ブッダが悟りを開くのを阻止しようと、あらゆる手を尽くしてもブッダが何の反応も示さなかったので、最終的に笑いを取りに来るようになり、それが原因でブッダは笑いの沸点が高くなった。現在はスパムメールを送り、Wiiを買ったことをEメールで自慢し、彼が漫画を始めたと知れば自分も漫画を描いてそれを送りつけたりしている。そこから実情を容易に察することが出来るので、逆にブッダとイエスに心配されている。
魔族サイドの魔人だが、どこの悪魔とも交流がなく、自宅に訪問する者もおらず、一応、ルシファーのFacebookではフレンドになっているが、ルシファーは自分に関係ない者でもフレンド申請を拒否しないので、実質的に友人と呼べる存在はブッダしかいない。機械類には強くスマートフォンも使いこなしているが、音声認識ソフトにそっぽを向かれたり、メーラーデーモンのメールを知り合いの魔族からのメールと勘違いしているなど、可哀想な印象が拭えない。ただ、シングルファザーのワンオペで育てた5人の娘たちにはとても慕われている。
ブッダが禅定に入っていた際、入滅させようと資料を作成して懇切丁寧に説明するが、それにより逆にブッダは入滅しない決意を固め、結果的に悟りを開かせる原因を作っている。他にもスマホの新しいバージョンが出るたびに店頭に並んで買ったり、ドトールで自分だけケーキを買い込んだことを気にするなど、一人で空回りすることが多い。
なおブッダは、現代においても何がしかの誘惑に対し「マーラ」という呼称を使っている。
ディーバダッタ
ブッダの回想にしばしば登場。アナンダの兄で容姿、声とも弟に酷似しているらしく、変装されたらブッダにも見分けがつかないらしい。
ブッダに巨象をけしかけたり、毒を塗った爪で襲い掛かったり、最後は他の教団員達を引き抜いて独立しようとした。その違背行動から、ブッダの中には極度のがっかり度を示す表現「ユダ級」の上に「ディーバダッタ級」が存在する。
空海（くうかい）
弘法大師の賜号で有名な日本仏教界の偉人。ショムジョの代表選手の一人。ブッダとイエスがショムジョを引退した後入滅したため、２人がショムジョをプレイしているところを見たことがなかった。
即身仏（そくしんぶつ）
56億7千万年後に弥勒菩薩を手伝うために、自らミイラになった上人で、ブッダ曰く自分の後輩のような存在。終末に死者が蘇ることになっているので、それに慣れるためにゾンビ映画を観たイエスが精神的なダメージを受けたことを心配したブッダが、ゾンビは怖くないことを説明するためにお願いして松田アパートに来てもらう。話しやすい良い人で、イエスがもし聖痕を治すのなら格好いい傷痕にして欲しいと話した際に、その気持ちはちょっとわかると意気投合している。
アーラーマ
古代インドの思想家。ブッダがほんの数日入団して教団の教えを完全に悟りすぐ出ていった挙句、自分の教団を立ち上げたことを2000年経った今でも根に持っているらしく、自身を囲む会に出席したブッダに嫌味を言っている。
まだ輪廻が終わっていないらしく、現在は土ボタルに転生しているらしい。
ホルモン
アーラーマの弟子で、ブッダの弟子仲間の一人。「ホルモン」はあだ名。修行僧時代にハゲタカに身体をつつかれ、内臓が出てしまったことからこう呼ばれる。まだ輪廻が終わっておらず、カンガルーに転生後、モモイロペリカンに転生したが、その後、多摩動物公園のカンガルーに再び転生していたところをブッダに発見されている。

#### イエスの関係者
父さん
キリスト教における唯一神 にして世界の創造主。ブッダ曰く、イエスと似たところが多い。天界では長い白髪と白髭を蓄えた老人の姿で顕現するが、下界に降臨する時は白い鳩に憑依して現われるため、喋ると一発でバレてしまう。ハロウィンに降臨した時には、鳩ではなくカラスになっていた。
「何か下の方（下界）が暗いから、光があればいいのに」と思い立ったことが世界を創るきっかけなど、何かと考え方のスケールが大きい。7日間で世界の全てを創り最終日には休むくらいの強大な力を持つが、世界の大掃除としてノアに必要なものを方舟に詰めさせ洪水を起こし、「40日間雨を降らせるのは大変だったからもうしない」と言うなど面倒臭がりな面もある。天界大戦争の際久々に身体を動かしたが、その際の筋肉痛が未だに来なくて悩んでいるらしい。
本来全知全能の存在である筈だが、落語やPC関係など、何故か不得意なこともある。特に携帯電話でメールを打つのが苦手で、その代わりに虹に個人的なメッセージを乗せたりしている。息子に逐一ウケ狙いの行動を教えたり（ブッダ曰く「おじさんのカンペ」）、ハロウィンに鳩サブレーを所望したり、息子達を狼狽させるほど考え方が柔軟。食べ物にはうるさく、自身が所望する食物は決して妥協しない。
なお、ユダの裏切りを未だに許しておらず、彼が買ったチョコチップスコーンは真ん中にチョコ一個だけ（ヤコブ曰く「日の丸弁当の百倍悲しい」）、柿ピーを買ったら柿とピーナッツの比率が逆だったり、極め付けには正月の福袋を百円硬貨3000円＝銀貨三十枚分（イエスを役人に売った際のプライス）で買った際はワイン、フランスパン、薔薇の紅茶、煮干と嫌がらせレベルの警告を行う（いずれとも、イエスの血肉、殉教のシンボル）。だが、ユダの服の趣味が大阪のおばちゃんであると見越し、福袋に一式揃えたり等、心底嫌っているわけではない。

母さん
聖母マリア。見た目はイエスとさほど歳が変わらない（むしろイエスより若く見える）。「迷子になったイエスは超感じ悪いから放っておけ」と言ったり、下界の土産を所望したりと息子に対して厳しい。ご当地TシャツやライヴTシャツの収集をしていて、お気に入りの歌手のライヴを観るために時折下界に降臨している。きよしファンで、きよ友もいる。とても涙もろい性格で、彼女が涙をこらえるたびに下界でマリア像が涙を流すシステムになっている。
結婚前にイエスを処女受胎してからずっと聖女として崇められているため、恋愛経験のないことをかなり気にしており、下界に降臨した際乗り込んだ電車内で遭遇したカップル達にショックを受けている。この時のマリア像は血の涙を流している。イエスからは「リア充恐怖症」と診断されている一方、結婚している以上恋愛経験がないことを悩むのは「ファッション非モテ」とも評されている。生きてきた環境の違いからブッダの母であるマーヤーを苦手にしていたが、同じ母親であることで意気投合し、一緒にプリクラを撮る等仲良くなっている。
父さん（ヨセフ）
マリアの夫でイエスの「全知全能じゃない方の父さん」。職業は大工。献身的ないい人だが、息子が実の子ではなく「神の子」であり、その神の子としても30を過ぎるまで覚醒しない始末で、「わしの子でなく神の子でもないとしたら、わしはどうすれば…」と一時期ノイローゼ手前まで行った（7巻）。イエスが若いころ同僚として働いた大工仲間からは、「自分達の神はヨセフ」と涙を流すほど（酔っていたせいもあるが）尊敬されている。
マリア曰く、結婚前に既に息子を身籠っていても受け入れてくれたり、きよしのグッズのための神殿を建ててくれたりと、とても寛容な人らしい。

#### 四大天使
天使達の中でも最も高位とされる存在。
作中ではウリエルを除き中性的な容姿をしている。イエスの警護や天界からのメッセンジャー的な役割が多い。
イエスへの忠誠は強いが、天使故か人間とはどこか感覚や行動がズレてしまっていることが多い。
ミカエル
声 - 阪口大助 （ドラマ版） / 演 - 岩田剛典
天使の軍団を率いる天使長。ウェーブのかかった長髪の青年。下界でジャニーズアイドルと間違えられるほどイケメン。猫派。
中二病の気があり、天界入りした人間達のためのプロモーションビデオを作成する際、ブッダ曰く「彼の中の中学2年生が大暴れしているだけ」のデザインをした衣装をイエス用に持ち込んでいた。「メサイア」（雑誌掲載時は「第九」）にアイドルっぽい振付けをつけて他の大天使達と踊ったり、賛美歌をデスメタル調で歌おうとしたりと現代的な感性の持ち主。ヴィジュアル系バンドを好む。イエスやブッダのフォローに回るも、詰めが甘いためフォローになっていないことがほとんど。
四六時中テンションが高く、歌の最中最高潮に達すると世界終末を迎える合図のラッパを吹いて締めようとするが、その度にウリエルに止められる。驚いたりした時は反応が外国人っぽくなる。
堕天した兄のルシファーを今も慕っており、そのせいで時々天使としての立場を逸脱するため、イエスらに心配されている。ルシファーの回想によると、ミカエルはルシファーに「にーたんかっこいー！！」と幼い頃から慕うと共に憧れており、天界大戦争でもルシファーを泣きながら引き留めたが聞く耳を持たないルシファーに「わからんちん！」と怒鳴り、平手打ちを食らわした。その後ルシファーが堕天した後もルシファーを心配しているとイエスが語っている。また、ルシファーの影響で堕天への憧れがあるらしく、教会で涙を流しながら神父に「どうしても堕天に憧れてしまう」と訴えていた。
ウリエル
神の炎を司る天使。短髪の青年。イエス曰く「破壊天使」。イエスが迫害されたと感じた時に（主に茨の冠のブザーで）駆けつけ、持っている剣でイエスを迫害した（と判断した）対象を（容赦なく）断罪する。正月にブッダとイエスの部屋を訪れた際に玄関に飾ってあった門松としめ飾りを罠と勘違いするなど、「福」相手にも容赦ない。ブッダからはセコム扱いされている。犬派。
断罪時を除けば基本的に真面目だが、真面目すぎる故に場の空気を読まない。ある事情でパンを密かに用意する際、寝ているイエスの耳元でギャグを囁いて奇蹟のパンを作っていた。
表情を変えることがほとんどないが、イエスのプロモーションビデオ撮影の際にはCGを使用して爆笑したりウインクする映像となった。しかもアルカイックスマイル動画（天界版ニコニコ動画）では彼の爆笑シーンが上位を占める結果となった（過熱しすぎたため動画は後に削除された）。
実は苦いものが苦手で、初めてコーヒーを口にした際、飲み込めずに固まってしまい、甘味が強いフラペチーノを飲んだ事でハマっていた。
ラファエル
癒しを司る天使。ストレートの長髪を持つ青年。その膝枕は「遠足前夜の子供も3秒で寝かしつける」。復活の前のイエスに3日間カウンセリングをした。
優しく気遣いのできる性格だがノリは良い。温泉宿にてマッサージチェアに自身が癒され、他の大天使達にネタにされた。電車内の網棚の上で雑誌を読むなどのはっちゃけぶりも見せる。ミカエル同様外国人っぽい反応をすることがある。
旅人の守護天使でもあり、地上で旅行代理店員に扮し、生者対象の旅行プランの他に地縛霊を昇天させるための天界ツアーの売り込みもしているが、ツアーガイドブックがダンテの『神曲』であるため、霊達から拒絶されている様子。ANAの株も持っている。
ガブリエル
神託を司る天使。外はねのショートヘアーで、四大天使の中で一番幼い外見を持つ。かつてマリアに受胎告知をした。
ブッダに天界までの交通費（お年玉にかこつけた『お車代』）を渡すなど遠回しに帰省を働きかけたり、沖縄旅行に行こうとしたイエスに対し、苦手な蛇の情報をメールして沖縄行きを諦めさせようとしたり、ラファエルに泣きついてイエスとブッダに沖縄へ行く前にニライカナイを経由させ実質的に実家に帰らせようとした。さらに年末にもマリアと結託してお歳暮と一緒に車代を送って帰省を促すなど、通信事業の守護者としての仕事をし過ぎている（イエスから「悪魔のような天使」と評された）。
情報伝達の守護天使として、最近は布教のためのYouTubeチャンネルを開設したが、漁師兄弟と比べると評判はあまり良くない模様。

#### その他の天使
ラジエル
座天使の長で、この世の全てを記した「ラジエルの書」を携えている。家電やゲームの取扱説明書を全部とっておくとかさばるという理由から、イエスから頼まれ「ラジエルの書」を貸し出している。
サンダルフォン
大天使の一人。身長が世界1個分ある巨大な天使で、普段は足元しか見ることが出来ず、その足元は天界の人気NO.1観光スポットとなっている。
普段はイエスの世話を四大天使に任せているが、ミカエルからの頼みで、イエスたちの部屋の周囲の騒音を解消するべく降臨する。騒音調査員に扮して人間サイズに変化し松田ハイツを訪れ、イエスやブッダにアンケートをするが、部屋に上がった際、普段見慣れている足元の巻爪からイエスに正体を見破られる。
自身が巻爪に悩まされていたことから足に関してはスペシャリストで、ブッダによい靴をすすめた。
生まれてくる胎児の性別の決定権を持ち、静子さんの第二子を男児にしたことがある。
目が36万5000個、羽が36対ある双子の兄がいる。

#### イエスの弟子（十二使徒）
イエスの12人の弟子達。ブッダの弟子たちと比べてフランクな関係だが、それ故イエスに対して遠慮が少なく、暴走しがちなところがある。イエスの代役を務めた際、人間達からは「毎回キャラがブレてる」と言われるほどあまりイエスを演じることができないところがあった。
ペトロ
声 - 戸谷公人 （ドラマ版）
イエスの一番弟子にして十二使徒のリーダー。初代ローマ法王でもある。元はガリラヤの漁師でアンデレの兄。弟と共に天国の門の前で受付をしており、天界に来た者を天国や地獄に振り分けている。弟と合わせ「漁師兄弟」と呼ばれている。
朗らかでノリの良いいわゆる「ウェイ系」の若者として描かれており、イエスに対しても「サーセン」「マジパねェッス」等くだけた若者言葉で話す。イエスとの出会いを怪談噺のネタにしたり、「ペトロの否認」で有名な「知らない」を持ちネタにするなど、無礼講を地で行っており、松田ハイツで部屋のブレーカーが落ちた際、イエスは「無礼界に堕ちた」と聞き間違えて「そんなのペトロまっさかさまじゃない」と発言するなど、イエスからも無礼者であると認識されているが、師であるイエスへの恭順も誰より深い。そのため「イエスから最も信頼されそして最も説教されて いる弟子」と紹介される。イングレスやロードバイクなど新たに始めた趣味を弟やイエスに熱心に勧めるため、最近ではブッタから『息子の悪い友達』的な目で見られている。
昔は口より先に手が出るタイプで、布教するイエスにノリよく投網したり、イエスが捕らえられた際に激怒して兵士の耳を切り落とし（実際の逸話）たりしていたが、現在はだいぶ丸くなっているらしい。それ以外でも何かと沸点が低く、ジャック・オ・ランタンの話を真に受けて号泣したり、聖人認定されず落ち込むジャンヌ・ダルクの様子を見かね、初代法王として聖人認定しようとしたりしているが、慰めている様子が一見すると口説いているようにしか見えなかったため、アンデレが「ナンパじゃない」とフォローを入れていた。天国の門の受付の机は他の使徒たちと共用で使用しているが、机の上に私物のボトルキャップを大量に並べているので、雷兄弟から捨てるように言われている。
イエス同様ネットやパソコンを愛好し、オンラインゲーム「デーモンハンター」やmixiなどをしている。ネット上でのハンドルネームは「ぺとろん」。携帯小説が大好き。
サン・ピエトロ大聖堂を訪れたさい、そこに彫られている自分の像が座っている椅子が、自分が仕事で使っている天国の門の受付の椅子よりもはるかに豪華な事にショックを受けている。
アンデレ
ペトロの弟。兄と合わせ「漁師兄弟」と呼ばれている。
ペトロ同様「ウェイ系」でノリの良い性格をしている。普段は長い前髪で目元を隠しているが、前髪を上げた容貌は兄ペトロと瓜二つである。ペトロと行動を共にすることが多い。兄と同じく「デーモンハンター」をしている。兄よりはやや冷静な性格でキレる兄をたしなめることもあるが、基本は同じタイプであるらしく兄の暴走を本気で止める気配は一切ない。ただし後述のような場面では情緒が不安定になり、逆にペトロを振り回し困惑させることもある。ソーシャルゲームのヘビーユーザーであり課金もしている。充電器が無い環境にいると不安で異常に落ち着きがなくなる。そのため、天国の門の受付の机の引き出しの中は自身の充電器であふれ、雷兄弟からは「ピカチュウ」とあだ名され、充電器を処分するよう兄を経由して言われている。ネット上でのハンドルネームは「あんでれ」。
自身が殉教した際、X字型の十字架（聖アンデレ十字）に磔にされた事から、周囲からは元気はつらつポーズを取りながら昇天したと思われ、ペトロ等は前述の「聖アンデレ十字」を密かに「イエーイ十字」と呼んでいた。その事実を最近知りショックを受けている。
兄ペトロとよく似た顔立ちをしているため、アンデレ自身兄が『大シモン』、自分が『小シモン』と呼ばれるかもしれないと考えている。そのため、前髪を上げることを非常に嫌がっている。
ヨハネ
演 - 神木隆之介
イエスを洗礼したヨハネとは別人。兄のヤコブ（大ヤコブ）と合わせて「雷（いかずち）兄弟」と呼ばれる。
弟子達の中で最後に亡くなったので、自身の福音書に「主（イエス）に愛された弟子」という一人称を用い、話す時も使っている。イエスは「アガペーだから誰が一番とかはない」と言っているものの、本人は「言った者勝ち」と開き直っている。1人だけ殉教しなかったことを後悔しており、極楽サイドの伝統スポーツ「ショムジョ」のレギュラー選手となった際に知り合ったアナンダと、同じ大往生した者同士意気投合する。
著書「ヨハネの黙示録」が天界では大ベストセラーとなっており、ミカエル達大天使も愛読している。同著ではヨハネは、師であるイエスについて「7つの目と7つの角を持つ子羊に似ている」「口から剣が出ている」など独特の言葉で表現しており、その表現力から天界では「ヨハネの黙示録」はホラー的な読み物として扱われている模様。
また服装やヘアスタイルに気を遣う美意識の高い若者とも描かれており、イエスからは「君の着ている服は高そう」と評されていた。立川に行きつけの美容室があり、そこで毎月カットとトリートメントをしている。髪型にはかなり神経質で、前髪を切りすぎたため有給休暇を使って会社を休んだり、カットモデルとなったイエスが変な髪型にされた際は「天から呼び下ろした火（ホットペッパーに悪い口コミを投稿）」を放ち美容院を炎上させようとしたが、前述の通り表現が意味深すぎて読解が難しい物になった。また仕事とプライベートは分ける今時の若者でもあり、残業は絶対せず、仕事が残っていても定時退社し美容室の予約などプライベートの予定を優先している。その事から「定時退社の守護聖人」と呼ばれている。
ヤコブ（大ヤコブ）
弟のヨハネと合わせて「雷（いかずち）兄弟」と呼ばれる。弟のヨハネと同じく「ショムジョ」のレギュラー選手となっている。弟や他の弟子と比べ常識人的な言動が見られる。
弟が、天国の門の受付の机に私物を置いたまま片づけない漁師兄弟に怒っていて、ストレスを解消するためにギャバチョコレートを頻繁に食べていることから、漁師兄弟から「ギャバ」と影で呼ばれていることは知っているが、あえて黙っている。
ユダ
イエスを銀貨30枚で売った裏切り者の代名詞的な人物。その罪はイエスが発行した免罪符5枚で許されており現在は天界にいるが、免罪されるまではブルータス・カシウスと共に「裏切り者が堕ちる地獄の最下層（コキュートス）」で氷漬けにされていた。そのため何かと地獄ネタを引きずることが多い。
自身の罪の重さからか、ネガティブ思考で自虐的な人物として描かれており、イエスや他の十二使徒のメンバーか逆に気を遣われてしまっている。イエスらと共に「デーモンハンター」をプレイしていたが、ネトゲ廃人から脱出するためネトゲを辞める。一時期、保地丁夫（ぽじてぃぶ）なる作家のポジティブ・シンキング論に傾倒し、同氏の書籍を愛読するなどして別人のようにポジティブな性格になっていたが、すぐに元に戻った。前述のイエスを売った金銭で生前に下界で土地（血の畑）を買っており、その「外国人のための墓地になっていたわけ有りの土地」で野菜栽培を始めようとしていたがペトロに止められた。
マグダラのマリアの油の逸話から油の浪費にはかなり神経質であり、油の量をデナリ単位で瞬時に目算する能力を持つ。一見自虐の多いキャラだが、twitterでペトロ、アンデレと一緒にモーセの割るネタをふったりとノリのいい一面も持つ。
トマス
復活したイエスが本当に本人であるか確認するため、イエスの聖痕に指を入れた人物。
かなり用心深い性格で、イエスの聖痕に指を入れ傷の位置と感触を確認しないとイエスだと認めない。そのため、イエスからは「一番めんどくさい弟子」と思われており、「信じる者になれといつも言ってるでしょ」と説いているが、トマス本人は「イエス様の事は信じていますよ」と全く気にしていない。紐を見れば引っ張り、ボタンがあれば押す性格。ブッダとの初対面の時も彼の耳たぶを引っ張った。さらに正直すぎる上遠慮がなく、ブッダが携帯をスマホに機種変更しようとした際、魔界からマーラを呼び出し、ブッダにマーラのスマホを譲らせようとし、その際も言っていることに間違いはないが正直過ぎてマーラを傷つける言動をしている。

#### イエスの関係者・その他
マルコ
新約聖書によるとマルコの福音書の作者。名前が一番日本人っぽいということで、イエス達がアパートを借りる際の保証人となっている。
洗礼者ヨハネ
イエスに洗礼を与えた預言者。
泳げないイエスに川に入るよう促したが、どうしてもイエスが嫌がるため、頭からやかんで水をかけて洗礼とした。
イエスが、サロメの「おねだり」によってヨハネが殺された話をしたため、竜二の誤解に拍車がかかった。
マリア（マグダラのマリア）
イエスが磔刑から復活した直後、弟子達が誰も信じてくれなかった思い出（復活祭）をする際に名前のみが登場。「庭師と間違えられた」と回想していること、呼び捨てにしていることから母さんではないと分かる。イエスの周囲にはマリアという女性が多いため、彼のスマホには「マリア（第1発見者）」と登録されている。
ヴァレンティヌス
バレンタインデーの由来となった聖人。超辛党 で「キムチの守護聖人」を自称する。ブッダとは鍋パーティーで面識がある。バレンタインにチョコを渡す話を聞かされた時は、恵方巻のことを聞いた七福神たちと同様に困惑したらしい。
天草四郎（あまくさ しろう）
島原の乱の中心人物。初めてイエスに会った際、信仰の証として自分が踏むことを拒んだ踏み絵をイエスに渡すが、踏み絵の意味を知らずに勘違いしたイエスに踏み絵を玄関マットにされて号泣する（現在ではイエスも正しく理解しており、立川で消防団に協力した際は泣きながら踏み絵を拒まないよう訴えた）。
レオナルド・ダビンチ
世界一有名な画家。ブッダが漫画『悟れアナンダ！』の執筆スケジュールに３日徹夜で挑んでいた際、イエスがアシスタントとして手伝ってもらおうとラファエロさんと共に電話しようかと提案したが、「一度渡したら納得がいくまで作ろうとして何年も原稿を渡してくれなさそう」という理由でブッダから却下される。イエス曰く「パースも取れるが、マンガ内に勝手に暗号を仕込んで来るかもしれない」とのこと。
ルター
免罪符の発行を憂いて宗教改革を始めた人物。 実はボウリングの創始者でもあり、下界で広めて天界にも持ち込んだ。現代では「デーモンハンター」のヘビーユーザーでもあり、日常でもマウスクリックをしてしまうネット中毒者である。
ジャンヌ・ダルク
フランスの救世主。500年間下界の教会から聖人認定されるのを待っていたが中々認定されず、自己採点を繰り返し落ち込んでいた時、見かねたペトロが慰め励ましている。現代では天界の警備をしている。
松田さんのフランス語の家庭教師として下界に降臨したことがある。その際の服装はイエス・ブッダの普段着とほぼ同じだったため、松田さんに心配され、デパートの商品券を渡された。生前魔女裁判にかけられ、ミカエルの神託を幻聴扱いされたことから「聞こえない」が禁句。
シモン（キレネのシモン）
十字架を担って処刑場へ向かうイエスが力尽きたとき、たまたまそこにいて、兵士によって十字架を担がされた人物。今でもイエスを手伝っているらしく、自転車で坂道を登るイエスを、本人に気付かれないようこっそり押している。
パウロ
その書簡が多く新約聖書に収録されている伝道師。当のイエスでさえそのあまりの文章の上手さに返事を書くのに身構えてしまうほど。LINEグループを辞める報告の書簡をイエス宛てに郵便書留で自ら郵便配達員に扮して送りつけ、イエスが読み終えると自分でシュレッダーにかけてしまった。
マルタ
料理が得意でよくイエスをもてなしていたことから、料理人や主婦の守護聖人と呼ばれている。レシピ集を出版しており、イエスが料理を作る際に活用していた。そのレシピ集には自分への連絡先が書かれており、イエスに適確なアドバイスを送った。
ベタニアのマリア
イエスがエルサレムに入る前に、イエスに香油を振りかけた女性。口臭を気にしたときにそのことを思い出したイエスは「あれも自分の口臭がキツかったからでは」と考えてしまった。イエスのスマホには「マリア（油）」で登録されている。
フラ・アンジェリコ
ルネサンス初期のフレスコ画家。ガブリエルの受胎告知が代表作。
イエスの新しい肖像画を描くために立川を訪れるが、久しぶりに描いたイエスの絵は(本人曰く長らく公式からの供給がなかったため)当人とはかけ離れていた。物語で好きになった推しキャラクターがみんな死んでしまいトラウマになった経験を持ち、そのたびに1世紀は喪に服してしまう。その点復活してくれたのはイエスだけであるため、安心して推せるとのこと。
イシドールス
中世欧州の神学者。現代ではプログラマーやインターネットの守護聖人となっており、彼にかかればパスワードや検索履歴、ブックマーク等が全て見通されてしまうらしい。また、天界で荒らし対策のツールを作成したり、荒らしのIPアドレスの解析をしている。

#### 旧約聖書の登場人物
父さんやイエスからは旧約の人と呼ばれる。聖人ではないらしく、新約の人達と比べて冗談が通じないらしい。(ハードな昼ドラの登場人物、ゲーム・オブ・スローンズ、グランド・セフト・オートに例えられている。)
モーセ
旧約聖書の時代の預言者。 紅海を渡ろうとした際に海を割る奇跡が原因で、イエスの弟子達や天使達から『割る』というキーワードをネタに振られまくり、ノイローゼ気味になっている。
イエスが腹筋を割ろうとしたときは怪しげな器具を送ってきたこともある。
最近はヤケクソ気味で、ツイッターのフォロワーからの無茶振りに開き直って、何でも割ろうとしている。
エリヤ
モーセと並ぶ旧約聖書の時代の預言者。父さんからは相当信頼されており、半ば無茶なお願いも聴いてもらえている。イスラエル王に命を狙われたエリヤが父さんからの指示で川のほとりに身を隠した際、カラスに身を宿した父さんが毎日エリヤに餌を運んだため、父さんからは「餌付けしている内に母性が目覚めた」と言われている。
同じ預言者であるモーセとは交流があり、二人でハワイに出かけたりしている。
ノア
預言者。ノアの方舟で漂流していた際、暇つぶしで動物達をもふもふしていたことが忘れられず、家族に内緒で週末に下界に下りてきて、多摩動物公園の飼育員のアルバイトをしていたが、奥さんからは浮気を心配され、相談されたイエスたちが様子を知るために尾行したことにより、アルバイトが発覚する。
泥酔して裸で眠ってしまった際、末息子が兄達に報告したことを未だに根に持っているため、アルバイトのことが家族に知られると同じような目に遭うかもしれないと思い、イエスたちにアルバイトのことは内緒にして欲しいと頼み込んでいる。
アブラハム
啓典の民の始祖たる預言者。父なる神のもとにお中元でよくハムを贈っているらしい。息子のイサクを生贄にしようとした時には、さすがの父なる神も言葉を噛みながら止めたという。それを聞いたブッダは「そのハム大丈夫なの？」と本気で疑った。
サムソン
旧約聖書の時代の士師。怪力の持ち主だが、髪の毛が長くないとフェイスラインが見えてしまうのが気になってしまうため、力が出せなくなる。
カインとアベル
アダムとイブの息子である兄弟。兄カインは野菜を神（「父さん」）に捧げるも無視され、羊を捧げた弟アベルは喜ばれたため、弟を殺し「人類最初の殺人者」となった。
今頃になってアベルは「兄は無罪ではないか」と訴え裁判を行い弁護人となるが、「弟はかわいいから兄が殺すなど有り得ない」などと主張。陪審員がペトロやヨハネなど兄弟のいる者ばかりのため支持を得るが、結局最後はカインが殺害時の凶器となるった石を持ち出したために判決は覆らなかった。
レメク
カインの子孫。カインの裁判に傍聴人として出席（サングラスとマスクを装備していた）。アベルに入れ知恵を行い、カインを無罪にすることで自分が「人類最初の殺人者」に繰り上がろうとした。ただし実際は口先だけのワルアピールであり、彼が人を殺した事実はないらしい。
ヤコブ(イスラエル)
アブラハムの孫でイサクの息子。ウリエルと相撲を取って勝利したことから「天界最強の男」と呼ばれる。「父さん」の引きで下界の両国国技館本場所に現れ、「イスラエル乃山」として相撲をとることになった。
アダム
神が創造した最初の人間である男性。天地創造の際に全ての生き物に名前をつけたことから、天界ではベテランコピーライターとして知られている（代表作は『女』）。『悟れアナンダ！』単行本化に際しアオリ文を考えてもらおうとした。
イヴ
神が創造した最初の人間である女性。りんごや自分たちを唆した蛇の脚を食べたり、楽園を追放された後にウニやホヤを人類で初めて食べるなど、食欲が非常に旺盛。
自分がエデンのりんごを食べた故に、静子が出産の痛みを感じなければいけないことを謝っていた。

#### 悪魔、及びその関係者
ルシファー
演 - 藤原竜也
ミカエルの兄で元天使長。ミカエルと壮絶な兄弟喧嘩（天界大戦争）を行い敗北、堕天使となった。突っ張っているが、松田ハイツ訪問時には手土産を持参し、弟が自分を心配していることを知って涙ぐむなどの一面もある。面倒見が良く、商店街のイベントでドラキュラ伯爵とフランケンシュタインの怪物に扮したイエスとブッダを堕天したと勘違いした際、地獄で困ったことがあったら自分を頼るようにアドバイスしたり、天国にも地獄にも入れないジャック・オ・ランタンをイエスに紹介してペトロとの仲介を頼み、それが上手くいかないと自身が組む悪魔達のフットサルチームに彼を入れたり、節分の日に追い出された鬼たちを集めカップ麺を振舞い、フットサルで汗を流させ体を温めるなどしている。ブッダからは「健康優良不良天使」と評される。
夏場でも薄着とされる格好だが、真冬であってもスタイルを崩すことはなく「おしゃれは我慢」と言い切っている。靴は8cmのピンヒールを愛用しているが、ヒールが折れると謙虚な性格になってしまう。
パソコンはおろかケータイも持っておらず興味もないらしく、メル友になろうと期待したマーラに心無い言動をしたり、商店街のくじで最新のパソコンが当たっても全く喜ばずイエスを激昂させたりしたが、最近Facebookを始めたらしく、大勢のフレンドがいる（パソコンやケータイの類を買ったのかどうかは不明）。
サタン
イエスが荒野で修行していた際彼を誘惑した悪魔。「世界をやる」と誘ったが、興味の無いイエスにはかなり困った人扱いをされた人物。イエスは障害を「サタン」と呼称することもあり、また恐怖の象徴として一応認識している（「マーラと友達になったらいいのに」と言われる）。
ジャック・オ・ランタン
カボチャを被った男。素顔は短髪で顔にそばかすがある青年。カボチャを被る前に名前を呼ばれると激しく取り乱す。曰く「面を被っていないと100％出していけない」。
元は極悪人で地獄行きが決定していたが、ペトロに「悲しいラブストーリーを等身大に捏造」して話したところ号泣され、生き返らせてもらった。しかし2度目の人生でも更生しなかったため、天国にも地獄にもいけない身となってしまった。ペトロにはかなり嫌われつつもmixiのアカウントに出入りすることだけは許されていたが、ペトロのオンライン牧場に気遣いのつもりで行っていた水やりが仇となり、mixiすらも出入り禁止にされてしまった。
ベルゼブブ
蝿を使役する悪魔。ルシファーの友人で、ルシファーからもフェイスブックで写真入りで友人として紹介されるなど仲が良いが、きのこの山好きなので、ルシファーがたけのこの里派なところだけは相容れない。
蠅に変化し松田ハイツを訪れ、蠅を使って嫌がらせしようとしたが、ブッダがめんつゆで作った蠅取りトラップに蠅たちが捕まってしまったことや、他にも様々な蠅取り道具が存在していることにショックを受けている。また、もともと巨大なゴミ集積場で、蝿たちの楽園だった夢の島がきれいな公園になったことにもショックを受けた。

#### ギリシア・ローマ神話の神々・人物
ゼウス
ギリシャ神話の主神。
イエス曰くギリシア神話の神々は相当下界臭いノリであるらしい。それ故か、ギリシャ神話の面々からは「うちのボス」とフランクな呼び方をされることが多い。
天部プロデュースのプロモーションビデオに登場。そのプロモーションビデオは多忙のため顔のみの出演となっているばかりか、なんの脈絡もなく様々な風景に爆発とともにゼウスの顔が字幕と「ジャーン」という効果音と共に現れるという意味不明なもので、完成品を見た本人は目を丸くしたという。
女性好きであり、様々な恋愛遍歴が星座として各季節に一つは目に入る勢いで残ってしまっている（イエス曰く「ゼウスさんの浮気の言い訳シリーズ」）。ジャンヌ・ダルクを口説くため黒猫に変身して下界に降臨したことがある。しかし、出会った頃の妻がとにかくタイプらしい。
キューピッド
ギリシャ神話の愛の神。
空港で天界行きのチケット売り場に勤務している。天使のように見えるが、オリュンポス十二神の眷属であるためイエスの威光が通用しない。ゆえにイエスに対する態度もかなりぞんざいで、言うことも相当フランク。身内のナルシスは厚遇していた。
ナルシス
「ナルシスト」の語源になった、ギリシャ神話の登場人物。
ゼウスが起こした騒動で下界に降臨し、ブッダと知り合いになる。以降はブッダの相談にのっている。
自己愛が強く自分自身に絶対の自信を持つ。

#### 北欧神話の神々
ロキ
北欧神話に登場する悪戯好きの神。
IKEAのショールームを別荘にして居着いている。立川のIKEAへ食器棚を買いに来たイエスとブッダに店員のふりをして近づくが、自分が神だと気付いてもらえなかったため、怒ってイエスに悪戯を仕掛け、大騒動になりかけるが、イエスの天然な対応でことなきを得る。その後は途中までだがロキ自身が荷物を運ぶのを手伝ったり、急用が出来たという理由で後を娘のヘルに任せるなど、結構友好的に接している。不思議な力を持つ宝具が大好き。その他、フェンリルやヨルムンガンド、スレイプニルと言った子供達が登場しており、怖い見た目に反して皆親切だった。
スレイプニルは自身が雌馬に変身した時に直接出産した子供であるため特に可愛がっており、彼の思い出の品を捨てられず、生活スペースがゴミ屋敷と化している。
ヘル
前述のロキの娘で冥界の女王とされている。
半身が腐っている。ロキを反面教師としているためか、イエスとブッダのためにIKEAで購入した家具を組み立てたりと親切な性格。
フェンリル、スレイプニル、ヨルムンガンド
同じくロキの子供達。フェンリルは巨大狼、スレイプニルは８本足の馬でロキが出産した。ヨルムンガンドは大蛇。
スレイプニルはカンタカやイエスのロバらと「神馬会」を結成しており、彼等との会話で「母」であるロキや主であるオーディンの愛情の深さに困惑していた。
オーディン
北欧神話の主神で戦争と死の神。ロキとは義兄弟。スレイプニルとグルファクシの2頭の馬に加え、カラスや狼など「動物が寂しがらないように」なんでも2匹ずつ飼っている。

#### 日本の神々
八百万の神々
日本の神道の神々。トイレの神、畳の神などが時折松田ハイツの設備点検にやってくる。ブッダとイエスがバカンスに来ていることを知っており、邪魔にならないようあえて素知らぬふりをする。下界の一般の業者にしか見えず、ブッダから教えられるまでイエスは全く気付かなかった（日本にたくさんいるはずなのに、これまで全く出会ったことがないと不思議がっていた）。
地元の神様
地元の神社の神様。本人は登場しなかったが、ブッダとイエスが祭りで大はしゃぎして神社でおみくじを引いた時、その結果は「もっと落ち着きましょう」という、二人の狂態を的確に言い当ててたしなめたものであった。そしてそれを読んだ二人は「ちゃんと見ていらっしゃる」と反省した。
恵比寿
七福神の一人。神無月の10月に一人だけ留守番をしていたところをブッダ・イエスと出会い愚痴を言う。実際は七福神で唯一日本由来の神であることから、中国やインドの出身である他の七福神の面々と食事をすると食べ物が辛くて辛いためだった。
イザナギ
日本列島及び八百万の神々を産み出した、日本神話の主神。
下界でボート漕ぎの案内人をしている。イエスがオールを土ごと持ち上げようとした際、国が生まれちゃうからという理由で制止した。また、妻との経験から、女神が見るなといった姿はとにかく見ないことという考え方を持つ。

#### その他の天界の住人
知恵の実社の創業者
某コンピュータ企業の創業者。最近天国に来たが、早々に各部署のシステム化を進めている。おかげで受付業務が効率化され、昼食の時間を取れるようになった。
ハチ
あの世では神犬となり、主人が輪廻転生から解脱するのを待っている。主人一筋なのでブッダにはドライな態度だが、ブッダ本人は「そこがいい」と称賛していた。

### 下界の住人
松田さん（まつださん：松田幸代 / まつださちよ）
声 - 鈴木れい子
ブッダとイエスのアパートの大家。パーマをかけ、カバンの中にお菓子を入れ、思ったことを遠慮無く口に出すステレオタイプのオバちゃん。自分の名前は「まちゅだ」と呼ぶ。少なくとも2人の孫（中学生と小学生）がいる。
当初は外見が日本人でない2人の入居に難色を示していたが、2人が部屋を綺麗に使ってくれることに感心し、車が必要になったら貸すとまで言ってのけ、1度引越しを決意した2人を思いとどまらせた。
クリスマスに押しかけたミカエル達を追い出しており、彼らのポケットがパンパンになるまで菓子を詰めて恐れられている。その後四大天使と遭遇した際「目が悪くなるから」とパッチン留めと台所用ゴムでミカエルとラファエルの髪を留めて涙目にさせた。
家出と出家は違うと主張するブッダに対し、どこが違うのか質問し、目覚めた（悟った）ブッダの心に一点の曇りを発生させている。
高齢だが初対面の梵天と一緒にマリオカートで対戦する、ブッダの携帯電話のボタンを速く打つなど機械には強く、普通自動車の運転免許も所持している。
竜二（りゅうじ）
声 - 立木文彦
背中にお釈迦様の刺青を入れたヤクザ（極道さん）。市民プールのサウナでイエス達と知り合う。
網走刑務所に7年間収監されていた。イエスの勘違い及び彼の話への勘違いにより、イエスを極道（大きな組の二代目）だと思い込んで「二代目」「3日柵越えの聖の兄貴」と呼び慕うようになる。ブッダのことはイエスの舎弟と勘違いしている。その後も出会う度に勘違いが進み、イエス達への尊敬の念を深めている。
妻子持ち。松田さんの孫や娘の愛子が通う小学校での運動会がきっかけで、イエス達とは家族ぐるみで付き合うようになる。イエスから聞いたサロメの話が原因で、妻共々「娘には一般的な社会人になって欲しい」と考えている。愛子のことは溺愛しており、嫁入りなどはもってのほかと考えている。
後に妻子のために足を洗う覚悟を決めたが、ブッダとイエスの勘違いや、持参したお土産へのお返しとしてブッタの私服を渡されたことから「ブッダの影武者を任ぜられた」と思い込み、髪形をパンチパーマに変更することになったが、イエスとブッダを娘のひな祭りに招待した時には再び元の髪型に戻している。
なお、登場してからしばらく「極道のお兄さん」と紹介されていたが、40話目で名前が明かされた。
静子（しずこ）
竜二の妻。極道の妻らしい気丈な女性。家庭的な一面もあり、ブッダとは仲良しだが家庭の問題には辛辣でブッダの過去をえぐる発言が多い。イエスの発言にはたびたび肝を冷やしている。
娘には女子力を磨いて、将来は玉の輿な結婚をして欲しいと思っている。
愛子（あいこ）
竜二と静子の娘。小学生。おてんばで好奇心旺盛。父親からは溺愛されている。イエスとは仲が良く、ブッダには「将来お嫁さんになる」と約束している。
実写ドラマ版では松田さんの孫娘との設定で登場（第II紀9話）。
おもちゃ屋の店長
声 - 高乃麗
イエスのバイト先のおもちゃ屋「ことりや」の店長。やや年配の女性。イエスのことを「イエスちゃん」と呼び親しく接する。イエスがブッダの誕生日にバースデーカードに書いた「天上天下唯我独尊」を見て、ブッダのことを暴走族と勘違いした。
相沢実（あいざわ みのる）
大学デビュー前の学生。19歳。デビューに備え服を選びに来たが、ブッダとイエスのセンスに脱帽して撤退した。
吉川先生（よしかわせんせい）
イエスとブッダが松田さんから頼まれ、松田さんの孫の運動会に参加した時に出会った小学校の女教師。借り物競走で、「相沢先生」を連れてくることになったイエスが、相沢先生を見つけられずに、偶然その場にいた彼女を改宗させ「相沢」という洗礼名をつけて連れていこうと話しかけるが、それがプロポーズしているようにしか聞こえずに、勘違いされてしまう。
その時は、イエスの「来るものは拒まず」を誰にでも口説く軽い男と勘違いして嫌いになったと思われたが、イエスのことを気に入っていたらしく、松田さんが仲人としてイエスとくっつけようと画策した際には吉川先生自身もかなり乗り気になった。だが、イエスは改宗するのだと勘違いしていて、父さんの話を振ったところ、結婚したら親と同居すると勘違いし、イエスのことを諦めている。
緒方さん（おがたさん）
立川の商工会の会長さんで松田さんの幼なじみ。H・Rグランプリを主催しており、ブッダとイエスに急遽参加を要請した。2人を消防団に誘ったこともある。また、H・Rグランプリでの活躍から、ブッダとイエスに商店街のコミュニティ局のラジオ番組に出演を依頼している。
DJたっちぃ
ハッスル商店街のコミュニティラジオ局の番組「ハスラジ」でDJを行っている。放送自体はあまり人気が無く、商店街以外では聴かれていないが、ブッダが商店街で買い物をしている時、夕食のメニューや買い物のアドバイスを放送で聴いているため、ブッダは「導師」「主婦の守護神」「生き神様」と崇め、頻繁にメッセージを投稿している。
神父
ハッスル商店街近くの教会の外国人神父。クリスマスの日にイエスに声をかけ布教しようとし、ブッダを慌てさせる。翌年、イエスが下界でもクリスマスが自分の生誕を祝う日だと知ったが、自分よりもサンタクロースの方が存在感が大きいことにショックを受け、妬んでしまい、いたたまれなくなり、教会へ足を運んだ際にイエスから告解を受ける。
目の前の人物がイエスだとは知らないため、イエスのことを「自分がイエス・キリストだと思い込んでいる迷える子羊」と思っている。他にも、教会にはミカエルやルシファーやユダが告解に来ているが、すべて「自称○○な迷走している子羊」と思い込み、自分の目前で物凄い奇跡が起きていることに気付いていない。
保地丁夫（ぽじ ていぶ）
ポジティブ・シンキング評論家で、それに関連する本を多数出版している。ユダがネトゲ廃人から脱出しようとした際、偶然著書を手に入れはまってしまい、講演会に行くために下界に来るようになり、その影響で一時期妙にテンションの高いキャラに変貌した。その姿を見たペトロやアンデレからは改宗ラインギリギリになってしまっているのではないかと心配されている。
安藤勇（あんどう いさみ）
ブッダが買った「安心きのこ」を作っているおじさん。パッケージに写真付きで名前が載っている。セールなのに300円で売っていた。
ブッダ曰く、キノコで食中毒を起こして死んでからキノコがトラウマになったため、産地のしっかりしている高い物しか買えなくなったらしい。
きよし
イエスの母さん、マリアのお気に入りの歌手でフルネームは不明。本人未登場だが｢その68｣の中でマリアの祈りの対象として｢七三分けの髪形をしている若手イケメン歌手｣の姿で登場している。イエス曰く、孫みたいで可愛いというのがお気に入りの理由らしい。ライヴを見るために頻繁に下界へ降臨し、ライヴで知り合ったきよしファンの婦人たちと仲良くなり、流行のスイーツ等の情報を教えてもらっている。
山風（やまかぜ）
ミカエルたち四大天使が目標にしている3人組のアイドルグループで、イエスの母さん、マリアもお気に入り。ミカエルはコンサートに行くためにかなりの大金を使いネットオークションでコンサートチケットを落札したが、急な仕事が入り泣く泣くイエスとブッダに無料で譲り渡す。
コンサートに行ったことのないイエスとブッダは、朝8時から5時間待ちでコンサートグッズを手に入れることを苦行だと認識し、派手なコンサートの演出をミサと思い込み、山風を自分たちと同じ同業者（神）と勘違いしている。
小学生
仮称。ブッダの額にある白毫を「ボタン」扱いし、彼を見るとそれを押そうと襲い掛かる。同一人物とは限らないが、基本的に顔は一緒で集団で襲ってくることもある。ブッダのことを「ボタン星人」と呼ぶ。飛び道具（オモチャ）も使ってくる。夏休みの観察日記用の朝顔がブッダの手違いで満開になったことがある。
幽霊たち
成仏せずに下界をさまよっている魂たち。天界の住人から見れば真面目に天界に行こうとしない不良扱いされており、ブッダやイエスたちと出くわすと怒られるのを恐れ、逃げ出す。
成仏した霊たちは霊たちで天界の門で公開されているPVを観て、ペトロたちの「笑ってもいいです宣言」を聞くまでは複雑な顔をしている。
ケイオス
売れないミュージシャン。ヴィジュアル系ラップという斬新なジャンルで活動しているが、普段は10人入るか入らないかの規模だという。風貌がイエスにそっくり。
下北沢でイエスと間違えて声をかけてきたブッダを、引退ライブでサポートドラマーを務めてくれる人と勘違いする。一方、彼のマネージャーもイエスをケイオスと間違えて舞台に上げてしまい、ドッペルゲンガー現象が起こった。聖人2人のおかげで引退ライブは今までにない大盛況で、「モテたい」というバンドを始めたきっかけを思い出すもブッダのドラミングにより煩悩を祓われた。
苦行の里（くぎょうのさと）
ブッダが密かに推している力士。イスラエル乃山と対戦することになるが、「父さん」がイスラエル乃山に翼を授けてしまったため、対抗するブッダの神通力によって大量の腕を生やされてしまった。

## 用語解説
最聖コンビ
ブッダとイエスの呼称。作中でこう呼ばれている訳ではなく、専らあらすじ紹介や宣伝の中での呼称。
Jr.（ジュニア）
商店街の福引きでブッダが当てた金ピカの仏像。邪魔にならないように部屋の隅に置かれている。物干し竿を固定するのに用いられたり、夏場に涼を得るためにイエスが抱きついたりと、結構重宝されている。生活費が火の車になった時、その身を犠牲にしようとするかのように、売り物用ダンボールに倒れ込んだ。
ブッダは手に入れた当初は偶像崇拝を禁止すべきだったと嘆き、仏像を置くことで変な宗教団体か強烈なナルシストに思われたりしないかと心配していたが、しばらくして愛着が湧き自分の弟のように感じている。「Jr.」という名前もブッダの命名。なお、実際に仏像が作られるようになるのは、ブッダの死から数世紀を経てから。
パンチとロン毛
ブッダとイエスのお笑いコンビ名。H・Rグランプリに急遽参加することになった時に使った。
カンダタ
秋葉原のゲームセンターにて、ブッダがクレーンゲームで獲得した人形。TV番組『まいにちが日曜日』のキャラクター「ほんわかくん」で、あまり出回らなかったため、かなりレアな人形として現在は高値で取引されている。カンダタと命名したのはブッダ。元ネタは芥川龍之介の『蜘蛛の糸』。
クレーンに捕まった際他の人形達の糸が絡み付き、クレーンに引っかかった糸が重さに耐えきれずに切れた。糸が切れたため獲得となり、2人の家に来た。大掃除の際、イエスに排除されそうになったゴキブリを救うかの如く落下して守った。
実はカンダタ本人が憑依しており、夜な夜なJr・ベロニカTシャツと会話を楽しんでいる。本来はバリトンボイスの中年男性なのだが、ブッダのマスコットキャラとしてのプロデュースを裏切らないために、無理して裏声で話し、マスコット的ポーズを取ろうとするので、たびたび破けて綿が飛び出る。
ベロニカTシャツ
ブッダお手製プリントTシャツの一つ。イエスがランニング中、体力が少ない時に着ていたTシャツで汗を拭いたところ、イエスそっくりな顔が表面に浮かび上がった。
思ったことをそのまま正直に喋る。洗えば落ちるらしいが、洗おうとすると涙を流しながら助命を乞うため、結局そのままになっている。冬は冬眠している。
アークエンジェルズ
ミカエル達が自分達のことを名乗る時に使う名称。アイドルグループとして下界デビューのために曲作りに精を出しているが、最近はアイドル路線からヴィジュアル系に変遷しつつあるらしい。音漏れが下界のミュージシャンにパクられるという苦行を何度も乗り越え、ようやくCDデビューを果たした。
奇跡
ブッダとイエスが起こす超自然的な現象。主に感情が高ぶったときや慈悲深い言動、徳の高い言動をしたときに起きる。基本的に当人達の意思とは無関係に起こってしまうため、人前で奇跡を起こしてしまった時は誤魔化しに奔走することになる。
逆奇跡
上記の奇跡によってパンに変えられた皿を元に戻す作業。奇跡の時とは逆に極限まで悲しい気持ちにならないと起こせない。
リンゴ
旧約聖書において知恵の実とされる果実。イエスはその伝承のため口にしたことがなかったが、一度食べた際に知恵（?）を付けてしまい、ブッダ曰く「絡みづらい」人柄へ変わる騒ぎとなった（ジャムならOK）。これに懲りて、ブッダは以降イエスに食べさせないようにしている。
また、リンゴを直接口にしただけでなく、リンゴに関係する物に触れても同じような状態になるらしく、リサイクルショップでリンゴのマークのついたパソコンを操作した際にも「絡みづらい」人柄へ変わり、ブッダを慌てさせている。後にリンゴのマークのついたスマートフォンに触れた時も同じ状態になったが、トマスによりロゴの欠けた部分を埋めれば（口にしてはいないことになるためか）大丈夫ということが明らかになった。
なお、聖書の中に出てくる「知恵の実」自体はリンゴとは指定されておらず、近年の宗教学者の間では「葡萄だったのではないか」と指摘されている。
ヤコブの梯子
旧約聖書においてヤコブが夢に見た、天使が上り下りしている、天から地まで至る梯子、あるいは階段。今はエレベーター化されて天使の通勤に使われており、昇降口には天部が発行しているフリーペーパー「R2000」が配布されている。イエスが帰省しやすいように立川直通のものがつくられ、天界から立川まで1時間で来ることができるようになった。
苦行スイッチ
ブッダが苦行モードに入る時のスイッチ。スイッチが入ると断食や精神的苦痛が伴うものを耐え続けるので、一緒にいるイエスは困惑する。梵天はこれを逆に利用する術を知っており、言葉巧みにブッダに仕事を引き受けさせた。
いえっさのドラマンダラ!!
イエスのブログ。全てのテレビ局の全ての時間帯の全てのドラマの感想を、その日の内にアップする。ブログのコメントに3秒で返信するなどの超人的な内容により「神降臨」とコメントされたため、「名前や職業は伏せてあるのに（なぜバレたんだろう?）」と2人が首を傾げた。現在では一日1万ヒットを誇る人気ブログ。
デーモンハンター
イエスやペトロらがプレイしているオンラインゲーム。「デモハン」と略される。通常は夜中の1時くらいからが盛り上がるらしい。初心者は「ヴィラスーラ平原」という場所でレベルアップするのが望ましい。
小さくて弱いが、口の悪い小悪魔のようなマスコットキャラクターがいる。
ネトゲ聖人
オンラインゲーム「デーモンハンター」内でイエスが弟子たちと共に組んでいるチーム。目的は「珍しいキノコを探すこと」。
ラジエルの書
天使ラジエルの所有物で、この世の全てを記した本。イエスが取扱説明書の代わりに借りていて、デーモンハンターに関しては、パーフェクトを謳う公式のガイドブックよりも内容が充実している。ただし、蛍光ペン等でチェックしたり勝手に書き込んだりしてはいけないらしい。
悟れ!! アナンダ!!
ブッダが描いた4コマ漫画。略称は「悟アナ」。ブッダの弟子アナンダがモデル。天界のあるあるネタが描かれ、イエスを始め天界の住人には大好評で二次創作も出回っている。ブッダ本人に掲載するつもりはなかったが、梵天の働きかけによって天界のフリーペーパー「R2000」に連載することとなる。6巻のエピソードで単行本化され、1巻のおまけマンガ「さんだるふぉんとめたとろん」をイエスが描く（実際には単行本の半分近くが描き下ろしであり、ブッダが「早すぎる」と言うのも当然）。由来とネタはアナンダが弟子の内で最も悟るのが遅かったため。
総合あの世連合
天界の住人達の組織をまとめた総称。略称は「総世連」。より厳密にはイエス達キリスト教系の「天国サイド」とブッダ達仏教系の「極楽サイド」に分かれる。相応に交流はあるが、互いに知らないことも多い。副業は禁止されていないが、事前に許可申請を行う決まりになっている。
お焚き上げ入稿
梵天が使用する入稿方法。原稿をそのまま燃やすことで、一瞬で天界に原稿を送れる。
ショムジョ
極楽サイドの伝統と言われるスポーツ。錫杖のようなスプーンを使ってゴールを狙うというもの。そのルールは諸行無常のごとくゆらゆらしていてはっきりしない。ルールの理不尽さに心が折れた者が負けとなるゲームである。極楽サイドのスポーツではあるが、過去にイエスがレギュラー選手として伝説的な活躍をし、最近ではヤコブとヨハネの兄弟もレギュラー選手として認められている等、僅かではあるが天国サイドで行う者もいる。
松田ハイツ
松田さんが営むアパート。家賃は4万円。お風呂なし。ペット禁止。梵天はイエスとブッダがここで暮らしているのでこのアパートを聖地と呼んでおり、松田さんを聖地の管理人と考えている。イエスとブッダの奇跡によるご利益で、二人が住む部屋の両隣に住む人は皆出世し、短期間で引っ越してしまうため、定着率を高めるため、この二部屋だけは風呂付でフローリングされている上ひと部屋増築されているなどリフォームされている。
ワケあり物件
イエスが見つけた1DKの好物件。家賃は三万円。お風呂あり。ペット応相談。外国人もOK。隣にコンビニがある。実は部屋の一つに霊道があり幽霊達の天界への通り道になっている。
H・Rグランプリ（ハッスルリンググランプリ）
緒方さんが主宰しているお笑い大会。優勝者にはお米券が与えられる。審査員が全員老人であるため、ウケを狙うことは難しい。
つくもん
イエスの使っているVAIC製の黒いテンキーレスノートPCの愛称。何度かロゴが変わっている。元のOSはMicrosoft Windows 98だったが、九十九神が憑いたためTSUKUMOGAMI Windows 99になっている。スペックはかなり高いのだが、イエスを守ろうとするばかりにウイルスチェックソフトを数多くインストールしてデータ処理に影響が出ている。
復活祭
天界における復活祭は、死んだイエスが復活して弟子達を驚かせたことに対する逆ドッキリを仕掛ける日となっている。作中ではペトロとアンデレが仏門に下るというネタでブッダを激しく動揺させるが、最初から警戒していたイエスは冷静に見破り不発に終わる。
復活祭の予定を聞こうとしたミカエルに対し、イエスは下界生活が長くなったため、復活祭の事を忘れかけていて、イースター島と勘違いして「モアイの？」と答えてしまい、四大天使を落ち込ませている。
クリスマス
天界でもイエスの誕生日を祝う日になっており、イエス本人も天界で行われるサプライズパーティーを毎年楽しみにしている。その反面下界のクリスマスに関する知識が薄く、「サンタクロースがトナカイでの飛行に成功した日」と誤解し、自分の生誕祭とは別のイベントだと思っていた。最近になって下界でも自分の生誕を祝う日だと知ったが、日本では自分よりもサンタクロースの方が存在感が大きいことにショックを受けている。
カンタカ2号
ブッダとイエスが購入したカゴ付の自転車。蹄の音が聞こえてきたので即座に名前が『カンタカ2号』に決定した。二人の共有物なので盗まれたりした場合、犯人は「ウリエルと阿修羅のタッグ制裁」を受けることになる。
ペトロがロードバイクを勧めに来た際には必死にドロップハンドルを真似ようとしていた。
試練カタログ
天部が毎年お中元としてブッダに送ってくるカタログ。掲載されている試練を選び、付随しているハガキに書いて送ると、その試練に自動的に遭遇する。試練には『重傷系』『疎外系』『死別系』等があり、ハガキを出さないと期限切れの後人気が無く余った地味に嫌な試練が自動的にやってくるシステムになっている。ブッダはとても心を豊かにしてくれるプレゼントとして喜んでいるが、イエスからは呪いの書扱いされている。
ぽむぽむ地蔵
慈悲深いことを考えながら自転車を乗っていたために、愛の力（アガペー）で空を飛ぶ奇跡を起こしてしまったイエスが、その奇跡を打ち消すために言ったブッダへの悪口。ブッダ自身には悪口とは受け取られず「ハスラジ」投稿時のラジオネームに使われている。
神馬会
天界で『神馬』と認められた馬たちの交流サロン。スレイプニルやペガサスやカンタカやイエスの子ロバ等が入会している。喋れないカンタカや、争い事を好まないスレイプニルは傍観者に徹しているが、他の馬たちは互いに自慢話でマウントを取り合い、ギスギスした雰囲気となっている。その様子をカンタカに取り付けられたビデオカメラを通して見ていたブッダやイエスは何とも言えない重い空気に包まれている。

## 書誌情報
- 中村光『聖☆おにいさん』講談社〈KCモーニング〉、既刊22巻（2025年7月23日現在）
  1. 2008年1月23日発行（同日発売[7]）、ISBN 978-4-06-372662-6
  2. 2008年7月23日発行（同日発売[8]）、ISBN 978-4-06-372720-3
  3. 2009年3月23日発行（同日発売[9]）、ISBN 978-4-06-372784-5
  4. 2009年10月23日発行（同日発売[10]）、ISBN 978-4-06-372842-2
  5. 2010年5月24日発行（同日発売[11]）、ISBN 978-4-06-372906-1
  6. 2010年12月24日発行（同日発売[12]）、ISBN 978-4-06-372962-7
  7. 2011年10月21日発行（同日発売[13]）、ISBN 978-4-06-387026-8
  8. 2012年12月3日発行（同日発売[14]）、ISBN 978-4-06-387168-5
    - DVD付き特装版（講談社キャラクターズA）[15]、ISBN 978-4-06-358420-2

  9. 2013年8月23日発行（同日発売[16]）、ISBN 978-4-06-387232-3
    - DVD付き特装版（講談社キャラクターズA）、ISBN 978-4-06-358461-5

  10. 2014年5月23日発行（同日発売[17]）、ISBN 978-4-06-388334-3
    - 特製単行本風ノートブック&シール付き特装版[18]、ISBN 978-4-06-362274-4

  11. 2015年2月23日発行（同日発売[19]）、ISBN 978-4-06-388434-0
    - 揺らすと動き出す「カンダタ」のぬいぐるみ付き限定版[20]、ISBN 978-4-06-358762-3

  12. 2015年11月20日発行（同日発売[21]）、ISBN 978-4-06-388532-3
    - マスキングテープ×2付き完全限定版[22]、ISBN 978-4-06-362317-8

  13. 2016年10月21日発行（同日発売[23]）、ISBN 978-4-06-388654-2
    - 最初の晩餐ランチョンマット付き限定版[24]、ISBN 978-4-06-362339-0

  14. 2017年9月22日発行（同日発売[25]）、ISBN 978-4-06-510272-5
    - フィギュア付き限定版[26]、ISBN 978-4-06-397040-1

  15. 2018年6月22日発行（同日発売[27]）、ISBN 978-4-06-512011-8
    - フィギュア付き限定版[28]、ISBN 978-4-06-511313-4

  16. 2018年11月22日発行（同日発売[29]）、ISBN 978-4-06-513787-1
    - フィギュア付き限定版[30]、ISBN 978-4-06-511314-1

  17. 2019年7月23日発行（同日発売[31]）、ISBN 978-4-06-516515-7
    - スクラッチアート付き限定版[32]、ISBN 978-4-06-516517-1

  18. 2020年5月22日発行（同日発売[33]）、ISBN 978-4-06-519418-8
    - ふせん&メモ帳BOOK付き限定版[34]、ISBN 978-4-06-519417-1

  19. 2021年3月23日発行（同日発売[35]）、ISBN 978-4-06-522540-0
    - 描きおろしだつりょくエコバッグ付き限定版[36]、ISBN 978-4-06-522565-3

  20. 2022年7月22日発行（同日発売[37]）、ISBN 978-4-06-528557-2
    - 特装版[38]、ISBN 978-4-06-528558-9

  21. 2024年3月22日発行（同日発売[39]）、ISBN 978-4-06-534952-6
    - 特装版[40]、ISBN 978-4-06-534953-3

  22. 2025年7月23日発行（同日発売[41]）、ISBN 978-4-06-540034-0
    - 特装版[42]、ISBN 978-4-06-540033-3
- 公式コミックスガイド 2013年4月23日発行（同日発売[43]）、ISBN 978-4-06-376815-2
- フランス語版 "Les Vacances de Jésus et Bouddha", 1-14巻, 2011-2017, Kurokawa　[フランス語版wikipedia]

## OVA
第8巻特装版に付属するOVA。収録内容は『聖☆松田さん』、『聖☆おにいさん』。収録時間26分。
第9巻特装版に付属するOVA。収録内容は『イエスのお正月』、『ブッダのお正月』。収録時間15分。

### キャスト
- イエス - 森山未來
- ブッダ - 星野源
- OL - 庄司宇芽香
- 外国人の青年 - 半田裕典
- 銭湯の店主 - 島田敏
- たばこ屋の店主 - 高乃麗
- 大輔 - くまいもとこ
- 良太 - 永澤菜教
- 幸平 - 日比愛子
- 大輔ママ - 園崎未恵
- 良太ママ - 西原久美子
- 幸平ママ - 斉藤貴美子
- 老爺 - 佐藤正治
- 弟子A - 白川周作
- 弟子B - 山本兼平
- 松田幸代 - 鈴木れい子
- ナレーション - 来宮良子

### スタッフ
- 原作 - 中村光『聖☆おにいさん』（講談社 モーニングKC）
- 監督・絵コンテ・演出 - 高雄統子
- 脚本 - 根津理香
- キャラクターデザイン・作画監督 - 浅野直之
- 美術デザイン - 植村淳
- レイアウト監修 - 植村淳
- 美術監督 - 薄井久代（スタジオ・イースター）
- 色彩設計 - 中尾総子（wish）
- 撮影監督 - 佐久間悠也
- 編集 - 三嶋章紀（グラフィニカ）
- 音楽 - 鈴木慶一、白井良明
- 音響監督 - 長崎行男
- 企画 - 吉岡富夫、夏目公一朗、新坂純一、植田益朗
- アニメーション制作 - A-1 Pictures
- 製作 - SYM製作委員会

## 劇場アニメ
2013年5月10日公開。キャッチコピーは「神も仏も、ここにいる。」。入場者特典は単行本未収録エピソードも掲載されているスペシャルブックレット『聖☆おにいさん ネ申話 〜降臨前夜〜』。
映画観客動員ランキング（興行通信社調べ）で初登場第9位となっている。最終興収は推定3億円。
また、舞台となる立川市で運行する立川バスでは上水営業所所属のJ770号車を「聖☆おにいさんバス」として2014年10月ごろまで運行。行先表示のLED部分にイエスが表示され、登録番号は「兄さん」の語呂合わせで「・・23」の希望ナンバーを取得している。
東映のテレビ特撮番組『仮面ライダーフォーゼ』（2011年-2012年）が放送されているという設定で実名で劇中に登場しており、ブッダの白毫を狙う子供がフォーゼのお面をかぶって変身ポーズ等をするといったシーンがある。

### スタッフ（劇場アニメ）
- 原作 - 中村光『聖おにいさん』（講談社 モーニングKC）
- 監督 - 高雄統子
- 脚本 - 根津理香
- キャラクターデザイン・総作画監督 - 浅野直之
- 美術監督 - 薄井久代
- 色彩設計 - 中尾聡子
- 撮影監督 - 佐久間悠也
- 編集 - 三嶋章紀
- 音楽 - 鈴木慶一、白井良明
- 音響監督 - 長崎行男
- 音響効果 - 今野康之
- 美術デザイン - 植村淳
- チーフ演出 - 神戸守
- レイアウト監修 - 植村淳
- プロデューサー - 黒須礼央、淀明子、針生雅行、五味秀晴、古澤佳寛、川村元気、落越友則
- アニメーションプロデューサー - 清水暁
- 配給 - 東宝映像事業部
- アニメーション制作 - A-1 Pictures
- 製作 - SYM製作委員会（アニプレックス、講談社、東宝）

### 主題歌（劇場アニメ）
- 星野源「ギャグ」

## 実写ドラマ
実写ドラマ化されることが2017年11月22日発売の『月刊モーニングtwo』2018年1号で発表された。俳優の山田孝之が製作総指揮（プロデュース）を、福田雄一が監督と脚本を担当。イエスを松山ケンイチ、ブッダを染谷将太が演じた。2018年に動画配信サービス「ピッコマTV」にて配信され、2019年に「ピッコマTV」にて第2作の「第II紀」、2020年にNHK総合で第3作の「第III紀」も制作・放送された。
イエスとブッダの二人のみが登場する話が多く、複数エピソードで登場するのは松田さんのみ。それ以外の登場人物は一話限りのゲストキャラクターである。

### キャスト（ドラマ）
- イエス - 松山ケンイチ[49]
- ブッダ - 染谷将太[49]
- 松田さん - 山野海
- 医師（第I紀#5） - 佐藤二朗
- 警官（第II紀#10） - 山田裕貴
- ナレーション - 野田圭一

### スタッフ（ドラマ）
- 原作 - 中村光『聖おにいさん』（講談社「モーニングKC」刊）
- 製作総指揮 - 山田孝之[48]
- 監督・脚本 - 福田雄一[48]
- 製作 - パンチとロン毛製作委員会[49]

### 話数リスト
第I紀
1. ブッダの休日
2. ブッダとイエスのできるかな
3. バカンスin立川
4. 出前のシステム[注 17]
5. ホスピタルフィーバー
6. 福も来た！鬼も来た！
7. 白い聖人たち
8. 奇跡の物件
9. 天国よいとこ一度はおいで！
10. サンパツ沐浴ドランカー

第II紀
1. 福引き
2. 自分詣で
3. 聖地巡礼①
4. 聖地巡礼②
5. 聖地巡礼③
6. 割れろ、腹筋！
7. 納涼ハンター
8. いいね・LINE・既読
9. りんご注意報！
10. 立川の風になれ！

第III紀
1. 初舞台
2. オータム・オブ・ザ・リビングデッド
3. 愛、さんさんと！
4. ぬくぬく大作戦！！
5. 地面に近づくほど増えるやつら
6. 夏の元気なごあいさつ
7. 納涼ハンター②
8. もちろん踵は0インチ
9. コチコチとグニャグニャの間
10. NO MUSIC, NO LIFE

## 実写映画
2024年5月に実写映画化が発表され。同年12月20日に『聖☆おにいさん THE MOVIE〜ホーリーメンVS悪魔軍団〜』のタイトルで公開された。

### キャスト（実写映画）
- イエス - 松山ケンイチ[56]
- ブッダ - 染谷将太[56]
- 梵天 - 賀来賢人[57]
- ミカエル - 岩田剛典[57]
- 帝釈天 - 勝地涼[57]
- 十一面観音 - 仲野太賀[58]
- ヨハネ - 神木隆之介[58]
- 弁才天 - 白石麻衣[57]
- マーラ娘・長女 - 山本美月[59]
- マーラ娘・次女 - 桜井日奈子[59]
- 女子ーズ・レッド - 川口春奈[60]
- マーラ娘・三女 - 中田青渚[59]
- 女子ーズ・グリーン - 吉柳咲良[60]
- 女子ーズ・イエロー - 田中美久[60]
- 女子ーズ・ブルー - 森日菜美[60]
- 女子ーズ・ネイビー - 安斉星来[60]
- 田口浩正
- 新山千春
- 間宮啓行
- 池田鉄洋
- 走馬灯に現れる人 - 山田孝之[61]
- カンペを読む人 - ムロツヨシ[61]
- 戦いの仙人 - 佐藤二朗[57][注 18]
- マーラ - 窪田正孝[59]
- ルシファー - 藤原竜也[62]
- 黒い怪物 - 中尾隆聖（声）[63]
- 布団付喪神 - 緒方恵美（声）[63]
- 追加戦士レッド - 置鮎龍太郎（声）[63]

### スタッフ（実写映画）
- 原作 - 中村光『聖☆おにいさん』（講談社「モーニング・ツー」連載）
- 脚本・監督 - 福田雄一[56][57]
- 音楽 - 瀬川英史[64]
- 主題歌 - Mrs. GREEN APPLE「ビターバカンス」（ユニバーサル ミュージック / EMI Records）[65]
- プロデューサー - 北島直明、松橋真三、鈴木大造、山田孝之[64]
- 製作 - 澤桂一、桑原勇蔵、菅井敦、市川南、細野義朗、松本拓也、桑原佳子、角田真敏、稲葉貢一、松橋真三[64]
- 製作統括 - 佐藤貴博[64]
- エグゼクティブプロデューサー - 飯沼伸之[64]
- 撮影監督 - 工藤哲也[64]
- 撮影 - 倉田慎也[64]
- 美術 - 高橋努[64]
- 照明 - 藤田貴路[64]
- 録音 - 柿澤潔[64]
- 装飾 - 谷田祥紀[64]
- アクション監督 - 田渕景也[64]
- スタイリスト - 神波憲人[64]
- ヘアメイクディレクション - 宮内宏明[64]
- ヘアメイク - 谷口小央里[64]
- 特殊メイク - 飯田文江[64]
- 特殊衣装 - 川上登[64]
- 衣装デザイン - YOU-KO[64]
- VFXスーパーバイザー - 小坂一順[64]
- ミュージックエディター - 佐藤啓[64]
- スーパーヴァイジングサウンドエディター - 伊東晃[64]
- サウンドエフェクツエディター - 荒川望[64]
- 編集 - 臼杵恵理[64]
- スクリプター - 廣瀬順子[64]
- 宗教監修 - 清水俊毅、松谷信司[64]
- 監督補 - 井手上拓哉[64]
- 助監督 - 松尾大輔[64]
- 制作担当 - 今井康正[64]
- ラインプロデューサー - 白井麻理[64]
- 宣伝プロデューサー - 林原祥一、宮崎隼人
- 配給 - 東宝[64]
- 制作プロダクション - クレデウス[61]
- 製作幹事 - 日本テレビ放送網
- 製作 - 映画「聖☆おにいさん THE MOVIE」製作委員会（日本テレビ放送網、ホリプロ、東宝、S・D・P、読売テレビ放送、VAP、講談社、トイズファクトリー、クレデウス、札幌テレビ放送、宮城テレビ放送、静岡第一テレビ、中京テレビ放送、広島テレビ放送、福岡放送）